# Sępólno Krajeńskie (gemeente)
De gemeente Sępólno Krajeńskie is een stad- en landgemeente in het Poolse woiwodschap Koejavië-Pommeren, in powiat Sępoleński.
De zetel van de gemeente is in Sępólno Krajeńskie.
Op 30 juni 2004 telde de gemeente 15 782 inwoners.

## Oppervlakte gegevens
In 2002 bedroeg de totale oppervlakte van gemeente Sępólno Krajeńskie 229,18 km², waarvan:
- agrarisch gebied: 61%
- bossen: 27%

De gemeente beslaat 28,98% van de totale oppervlakte van de powiat.

## Demografie
Stand op 30 juni 2004:
| Omschrijving                   | Totaal | Totaal | Vrouwen | Vrouwen | Mannen | Mannen |
| ------------------------------ | ------ | ------ | ------- | ------- | ------ | ------ |
| eenheid                        | aantal | %      | aantal  | %       | aantal | %      |
| inwoners                       | 15 782 | 100    | 8052    | 51      | 7730   | 49     |
| bevolkingsdichtheid (inw./km²) | 68,9   | 68,9   | 35,1    | 35,1    | 33,7   | 33,7   |

In 2002 bedroeg het gemiddelde inkomen per inwoner 1186,6 zł.

## Administratieve plaatsen (sołectwo)
Dziechowo, Iłowo, Jazdrowo, Komierowo, Lutowo, Lutówko, Niechorz, Piaseczno, Radońsk, Sikorz, Świdwie, Teklanowo, Trzciany, Wałdowo, Wałdówko, Wilkowo, Wiśniewa, Wiśniewka, Włościbórz, Wysoka Krajeńska, Zalesie, Zboże.
Zonder de status sołectwo : Chmielniki, Grochowiec, Kawle, Skarpa

## Aangrenzende gemeenten
Debrzno, Gostycyn, Kęsowo, Kamień Krajeński, Sośno, Więcbork